# Myotis atacamensis
Myotis atacamensis — вид роду Нічниця (Myotis).

## Поширення, поведінка
Країни поширення: Південне Перу та Північне Чилі. Напевно, живе в тріщинах скель.